# Deliochus
Deliochus Simon, 1894 è un genere di ragni appartenente alla famiglia Araneidae.

## Distribuzione
Le due specie oggi note di questo genere sono state reperite in Australia e Tasmania.

## Tassonomia
Questo genere è stato trasferito negli Araneidae dalla famiglia Tetragnathidae a seguito di un lavoro degli aracnologi Kuntner, Coddington & Hormiga del 2008, per caratteri in comune con i generi Perilla Thorell, 1895, Singafrotypa Benoit, 1962, e Phonognatha Simon, 1894.
Dal 2009 non sono stati esaminati esemplari di questo genere.
A maggio 2014, si compone di due specie e una sottospecie:
- Deliochus pulcher Rainbow, 1916 — Queensland
  - Deliochus pulcher melanius Rainbow, 1916 — Queensland
- Deliochus zelivira (Keyserling, 1887)[3] — Australia, Tasmania